# صومعه کارمن باخو (کیتو)
صومعه کارمن باخو (به اسپانیایی: Monasterio de El Carmen Bajo) یکی از صومعه‌های تاریخی شهر کیتو در اکوادور است.